# Peter Tork

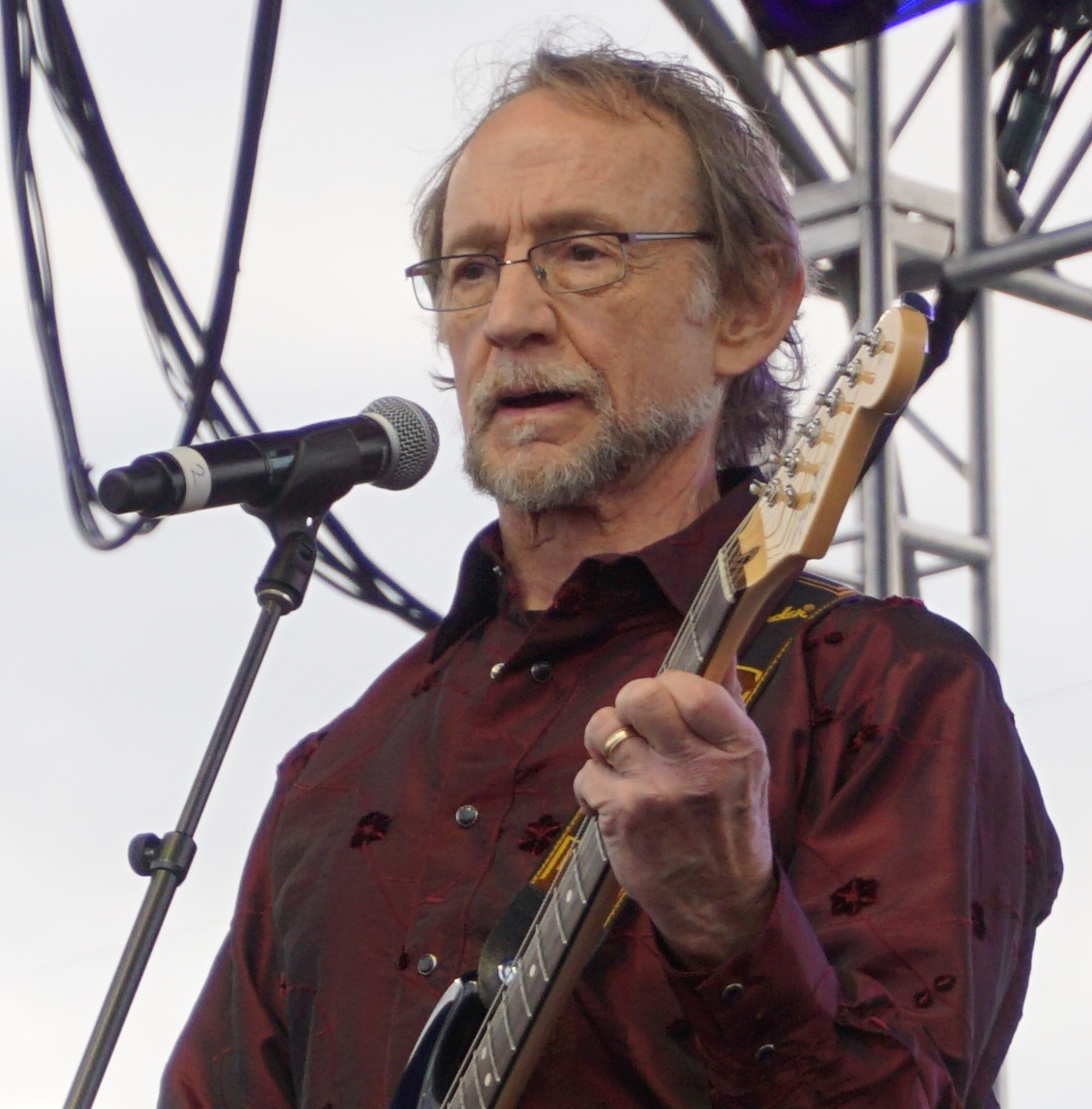
Peter Tork (2016)

Peter Tork (* 13. Februar 1942 in Washington, D.C. als Peter Halsten Thorkelson; † 21. Februar 2019 in Mansfield, Connecticut) war ein US-amerikanischer Musiker und Schauspieler, der 1963 als Bassist der Popgruppe The Monkees bekannt wurde. Außerdem spielte er Gitarre, Banjo und Keyboard.

## Leben
Er begann als Folksänger und hatte wie Michael Nesmith Erfahrung als Musiker, während die beiden anderen Bandmitglieder Micky Dolenz und Davy Jones gelernte Schauspieler waren. Studiomusiker übernahmen bei Plattenaufnahmen deren Musikpart. Um 1968 aus dem Plattenvertrag aussteigen zu können, leistete Tork eine Abfindungszahlung in Höhe von 160.000 Dollar. Er gründete dann seine eigene Band The Monks, die allerdings erfolglos blieb. Letztlich kehrte er doch zu den Monkees zurück.
Im Jahr 1999 hatte er einen Gastauftritt als Frontmann einer Hochzeitsband in der Sitcom King of Queens.

## Tod
2009 wurde bei Tork eine seltene Form von Zungenkrebs, ein Adenoid-zystisches Karzinom, diagnostiziert. Nach zehn Jahren Kampf gegen die Krankheit starb er in seinem Haus im Alter von 77 Jahren. Dies gab seine Familie auf seiner offiziellen Facebook-Seite am 21. Februar 2019 bekannt.

## Diskografie
LPs und CDs:
- 1993: Stranger Things Have Happened
- 1996: Peter Tork & James Lee Stanley: Two Man Band
- 2000: Peter Tork & Shoe Suede Blues: Live in L.A.
- 2001: Peter Tork & James Lee Stanley: Once Again
- 2003: Peter Tork & Shoe Suede Blues: Saved by the Blues
- 2006: Peter Tork & James Lee Stanley: Live & Backstage at the Coffee Gallery
- 2007: Peter Tork & Shoe Suede Blues: Cambria Hotel
- 2013: Peter Tork & Shoe Suede Blues: Step by Step (als Download)

Singles:
- 1976: Christmas Is My Time of Year (mit Micky Dolenz & Davy Jones)
- 1981: Higher and Higher / (I’m Not Your) Steppin’ Stone

Als Gast-Musiker und Sänger:
- 1969: Various: Do It Now Foundation – Public Service Anti-Drug Abuse Spots
- 1970: Wendy Erdman: Wendy Erdman
- 1982: Various: The Coop … The Fast Folk Magazine
- 2003: Various: A Beachwood Christmas